# Горбачёва, Татьяна Никифоровна
Татьяна Никифоровна Горбачёва (14 января 1930, Нижнее Ашково, Западная область — 6 июля 2008, Великая Буромка, Черкасская область) — передовик сельскохозяйственного производства, оператор машинного доения племзавода «Великая Буромка» Чернобаевского района Черкасской области. Герой Социалистического Труда (1983).
Удостоена звания Героя Социалистического Труда за упорный труд и высокий профессионализм. Участвовала в работе XIX Всесоюзной конференции КПСС.

## Награды
- Герой Социалистического Труда — указ Президиума Верховного Совета от 21 декабря 1983 года
- Орден Ленина